# Valter Jansson
Erik Valter Jansson, född 22 maj 1907 i Timrå, Västernorrlands län, död 13 februari 1996 i Helga Trefaldighets församling i Uppsala, var en svensk lingvist. 
Valter Jansson blev 1934 filosofie doktor och docent i nordiska språk vid Uppsala universitet med avhandlingen Fornsvenska legendariet: handskrifter och språk.
Han var 1947–1973 professor i svenska språket vid Uppsala universitet.  Jansson invaldes 1947 som ledamot av Kungliga Gustav Adolfs Akademien för svensk folkkultur. Han var också ledamot av Vitterhetsakademien, Kungliga Samfundet för utgivande av handskrifter rörande Skandinaviens historia och Det Norske Videnskaps-Akademi samt under många år ordförande för Svenska Fornskriftsällskapet. Jansson är begravd på Uppsala gamla kyrkogård.